# Cybaeus
Cybaeus là một chi nhện trong họ Cybaeidae.